# 法國航空009號班機空難
1949年法國航空洛克希德星座式客機空難發生於10月28日，法國航空一架洛克希德L-749星座式客機在準備降落在葡萄牙亞速爾群島聖瑪麗亞機場時撞山墜毀，機上48名人員全部遇難。

## 事件經過
注意：下文時間均為當地時間。巴黎時間使用歐洲中部時間（CET）；亞速爾群島则使用格林尼治標準時間（GMT），比巴黎時間慢一個小時。
肇事客機是一架註冊編號為F-BAZN的洛克希德L-749A-79-46型星座式客機，生產編號2546，製造於1947年。該機當時正在執行從法國巴黎－奧利機場飛往美國紐約市、中途經停葡萄牙亞速爾群島聖瑪麗亞機場的國際航班，機上搭載著11名機組人員和37名乘客。班機於當地時間10月27日21時整離開奧利機場。
當地時間10月28日2時51分，機長回報給塔台稱飛機此時飛行高度為3,000英尺（910）並且已經看到機場。但在這之後，就沒有來自飛機的進一步通訊傳出了，於是當局展開了搜索行動，有8架飛機和數艘船隻參加了搜索。最終，人們發現了撞毀在距離機場60英里（97）遠的聖米格爾島的瓦拉皮庫特峰（Pico da Vara）的飛機殘骸。機上48人在飛機撞山的撞擊和隨後產生的大火中遇難。飛機殘骸散落在超過500平方碼（420平方）的區域上。遇難者遺體在被尋獲後，最初先被送至阿爾加維亞堂區（Algarvia，葡萄牙語意為小阿爾加維）的一座教堂內，再運回其各自所屬國家。 這起空難在當時是發生在葡萄牙國內死亡人數最多的空難，亦是當時涉及同型號客機死亡人數最多的空難。
事後，人們在瓦拉皮庫特峰上建立了一個紀念碑（ 37°48′N 25°12′W / 37.800°N 25.200°W），紀念空難中的死難者。

## 調查及空難成因
這起空難由法國航空事故調查處負責進行調查。 調查發現這是一起因飛機駕駛員在目視飛行規則飛行下沒有得到充分的導航而導致的可控飛行撞地事件。駕駛員因回報了錯誤的位置信息從而導致找不到機場的位置。

## 遇難者
遇難者中包括了幾名知名人士：前任中量級世界拳擊冠軍马塞尔·塞尔当（Marcellin "Marcel" Cerdan），法國知名女小提琴家吉娜特·內弗（Ginette Neveu）及其哥哥讓-保羅·內弗，加拿大蒙特利爾《加拿大報》（[Le Canada] 错误：{{Lang}}：文本有斜体标记（帮助））主編蓋伊·雅斯曼（Guy Jasmin），華特迪士尼公司導演凱·卡門（Kay Kamen）。